# جری گراهام
جری گراهام (انگلیسی: Gerry Graham؛ زادهٔ ۳۱ ژانویهٔ ۱۹۴۱) بازیکن فوتبال است.
از باشگاه‌هایی که در آن بازی کرده‌است می‌توان به باشگاه فوتبال هرفورد یونایتد اشاره کرد.